# Yo lo soñé
Yo lo soñé es el undécimo álbum de estudio de David Lebón, lanzado en 2002.
El disco se gestó en la provincia de Mendoza (Argentina), donde Lebón se radicó en los años 90, cuenta con algunos invitados: Charly García, en el tema "Toda la vida" y el guitarrista y cantante de Divididos, Ricardo Mollo en "Mileneo".
Es el disco más largo de Lebón, el cual tiene 17 temas, y casi supera los 70 minutos.

## Lista de temas
1. Llorar de amor
2. Mileneo
3. No sería yo
4. Toda la vida
5. Sin vos
6. Como hacer para hablar
7. Beatle
8. Sin entender
9. Hombres de la niebla
10. Rock ame
11. Latin blues
12. Volverte a amar
13. No fui hecho para esto
14. Mi despedida
15. No se
16. Raga
17. Chufli